# Louis Salle
Pour les articles homonymes, voir Salle.
Ne doit pas être confondu avec Louis Sallé.
Louis Salle (1891-1971) est un militant socialiste et résistant français.

## Biographie
Né à Nîmes en 1891, Paul Louis Salle est officier pendant la Première Guerre mondiale, avant de s’établir comme libraire. Sa boutique est un lieu de rencontre des intellectuels et étudiants nîmois. Membre de la Section française de l'Internationale ouvrière (SFIO) comme son fils Jean, il appartient aussi à une loge maçonnique.
Démobilisé en juin 1940, il rassemble autour de lui un groupe d’étudiants, lycéens et sympathisants socialistes qui refusent la défaite. Ne cachant pas ses opinions, il est repéré par la police et fiché comme « sympathisant gaulliste », mais échappe à une arrestation. Avec notamment René Vaïsse et Marius Cournier, il installe le 30 mars 1941 dans le Gard une antenne du Comité d'action socialiste. Il prend part à la loge clandestine Liberté autour d’Edmond Brunel. Dès le début de 1942, il diffuse la propagande de Combat. Il devient un des responsables nîmois des Mouvements unis de la Résistance, et accueille à ce titre les responsables nationaux au début de 1944.
Il devient en septembre 1944 membre du comité départemental de libération. Selon Pierre Mazier, il se fait remarquer par son « réalisme », aspirant à revenir au plus vite aux « formes classiques de la démocratie ». Il devient en 1945 membre de la délégation spéciale de Nîmes présidée par Georges Bruguier. Il est ensuite adjoint au maire chargé des Travaux publics puis de l’Instruction publique de 1947 à 1959.
Il est juste après la guerre vénérable de la loge L'Écho du Grand Orient. Dès 1945 cependant, il démissionne du Grand Orient de France après une candidature avortée au conseil de l'Ordre.
En 1959, il se retire à Saint-Bonnet-du-Gard, où il redevient adjoint au maire. Il y meurt en 1971.
La médaille de la Résistance française lui a été attribuée le 3 août 1946.